# Hensit
Hensit ali Hensut (egipčansko ḫnswt)  je bila boginja v staroegipčanski mitologiji. 
Pomen njenega imena ni znan. Častili so jo kot zavetnico 20. noma Spodnjega Egipta in ženo boga Sopduja. Bila je hčerka boga Raja. Njeno ime se je prvič pojavilo v piramidnih besedilih Starega kraljestva. V poznem obdobju so jo upodabljali u ureom – diademom s kobro. Imenovali so jo tudi Sopdujev ureus in Rajev ureus. V izrekih proti bogu Setu ima vlogo boginje ognja, ki izžene sovražnika.
Slike z boginjo Hensit so zelo redke in podobne slikam boginj Izide in Hator, s katero se Hensit pogosto enači. Običajno je upodobljena kot ženska s sončnim diskom in kravjimi rogovi na glavi, ženska s perjanico boginje Maat  ali kot ženska s kravjo glavo.

## Vira
- Hans Bonnet: Chensit, Lexikon der ägyptischen Religionsgeschichte, Hamburg 2000 ISBN 3-937872-08-6, str. 131.
- Eberhard Otto: Chensit, Lexikon der Ägyptologie, Bd. 1, Wiesbaden 1975, kolona 923.</ref>